# Saranac
Saranac é uma vila localizada no estado americano de Michigan, no Condado de Ionia.

## Demografia
Segundo o censo americano de 2000, a sua população era de 1326 habitantes.
Em 2006, foi estimada uma população de 1329, um aumento de 3 (0.2%).

## Geografia
De acordo com o United States Census Bureau tem uma área de 3,1 km², dos quais 3,0 km² cobertos por terra e 0,1 km² cobertos por água. Saranac localiza-se a aproximadamente 257 m acima do nível do mar.

## Localidades na vizinhança
O diagrama seguinte representa as localidades num raio de 20 km ao redor de Saranac.